# بسوسنس الثاني
بسوسنس الثاني، (بالإنجليزية: Psusennes II)‏، [باليونانية: Ψουσέννης]. هو آخر فراعنة الأسرة الحادية والعشرون،  خلال المرحلة الانتقالية الثانية في مصر، (967 - 943 ق.م.).

## حياته
اسمه الملكي بالهيروغليفية يعني «صورة من تحولات رع». عادة ما يعتبر بسوسنس الثاني هو نفسه الكاهن الأعلى لأمون المعروف بسوسنس الثالث. لاحظ عالم المصريات كارل يانسن - فينكلن أن هناك كرافيتيو من معبد أبيدوس يحتوي على الألقاب الكاملة للملك الذي يسمى في الوقت نفسه الكاهن الأعلى لأمون والقائد العسكري الأعلى. يرجح هذا أن كلاً من ملك تانيس والكاهن الأعلى في طيبة في الوقت نفسه لم يترك منصب منصبه ككاهن أعلى في عهده.